# Francesco Maria Brancaccio
Francesco Maria Brancaccio (ur. 15 kwietnia 1592 w Adelfii, zm. 9 stycznia 1675 w Rzymie) – włoski kardynał.

## Życiorys
Urodził się 15 kwietnia 1592 roku w Adelfii, jako syn Muzia II Brancaccia i Zenobii di Costanzy. Studiował w szkole jezuickiej w Neapolu, gdzie uzyskał doktorat utruque iure i doktorat z teologii. 21 września 1617 roku przyjął święcenia kapłańskie. Następnie został referendarzem Najwyższego Trybunału Sygnatury Apostolskiej i gubernatorem Fabriano, Todi i Terni. 9 sierpnia 1627 roku został wybrany biskupem Capaccio, a 8 września przyjął sakrę. 28 listopada 1633 roku został kreowany kardynałem prezbiterem i otrzymał kościół tytularny Santi XII Apostoli. Około 1635 roku zrezygnował z zarządzania diecezją, a trzy lata później został biskupem Viterbo. 11 października 1666 roku został podniesiony do rangi kardynała biskupa i nadano mu diecezję suburbikarną Sabina. Około 1670 roku zrezygnował z diecezji Viterbo. Rok później, z racji objęcia diecezji Porto-Santa Rufina został subdziekanem Kolegium Kardynalskiego. Jednocześnie objął funkcje prefekta Kongregacji ds. Biskupów i Zakonników, Kongregacji ds. Obrzędów i Kongregacji ds. Rezydencji Biskupów. Zmarł 9 stycznia 1675 roku w Rzymie.